# جوليان بويس
جوليان بويس (بالفرنسية: Julien Poueys)‏ (27 يوليو 1979 في فرنسا - ) هو لاعب كرة قدم فرنسي في مركز الهجوم. شارك مع منتخب فرنسا تحت 19 سنة لكرة القدم. أما مع النوادي، فقد لعب مع نادي أجاكسيو ونادي باو ونادي بايون ونادي بوفيه ونادي تريليساك ونادي جازيليك أجاكسيو ونادي سيدان ونادي سيون ونادي لاردة ونادي لاس بالماس ونادي مونبلييه وGap HAFC ‏ وسيه شارتر ‏ وGenêts Anglet ‏ وAviron Bayonnais ‏.

## روابط خارجية
- جوليان بويس على موقع رابطة كرة القدم الفرنسية للمحترفين (الإنجليزية)
- جوليان بويس على موقع قاعدة بيانات كرة القدم.إي يو (الإنجليزية)
- جوليان بويس على موقع Soccerway.com (الإنجليزية)